# Kanemichi

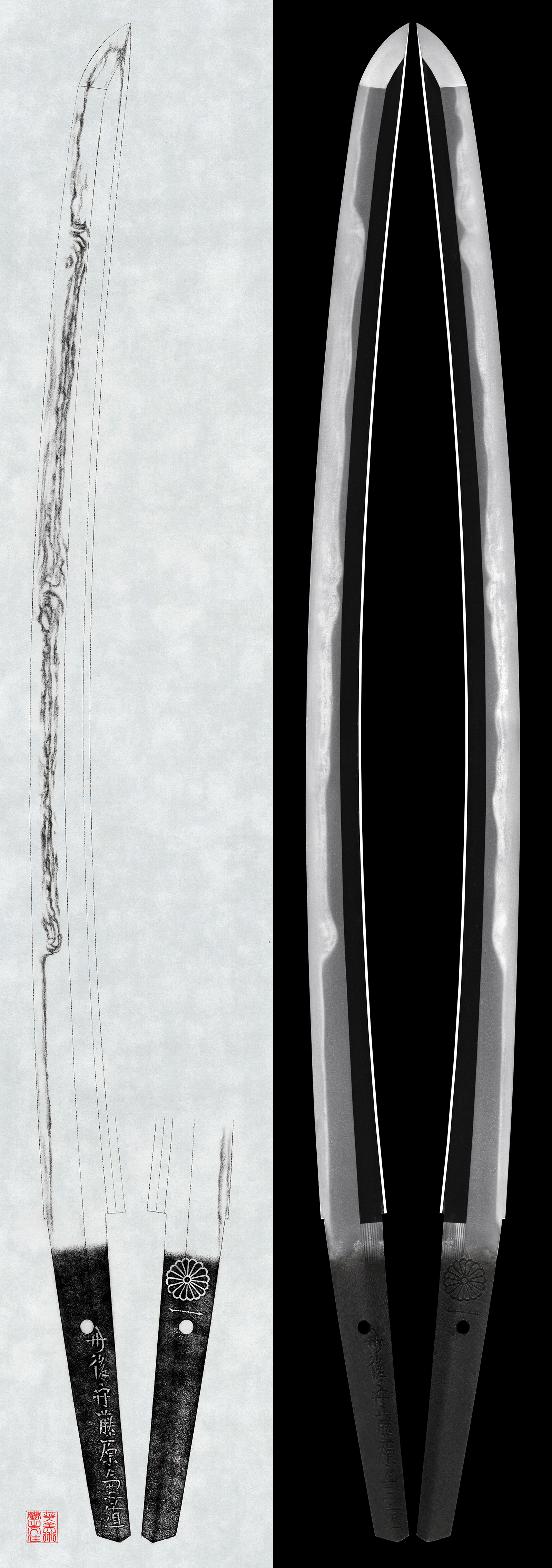
Wakizashi mit Sudare ba Hamon, signiert: Tango no Kami Fujiwara Kanemichi

Tango no Kami Kanemichi (兼道; * 1596 oder 1597; † 1672) war ein japanischer Schwertschmied. Er lebte in der Provinz Settsu, genauer in der Stadt Osaka zu Beginn der Edõ Zeit.

## Hintergrund
Er war der Sohn von Shodai Yoshimichi, der als Erfinder des berühmten Sudare-ba Hamon gilt und die Kyo-Tanba Schule in Kyoto begründete. Sie stellt einen Nebenzweig der Mishina Schule dar. Die Mishina Schule wurde von Shodai Kanemichi (aus Seki) gegründet, dessen Hintergrund in der Nao Shizu Schule lag, er arbeitete in Mino, bevor er 1592 mit seiner Familie nach Kyoto zog.
In Kyoto begründete Shodai Kanemichi seine Mishina Schule. Mit seinen Söhnen erlangte er große Bekanntheit und Ehre. Alle seine vier Söhne gelten als Mitglieder der „Kyo go Kaji“ in Kyoto. Yoshimichi war sein 3. Sohn, der 1595 den Titel Tanba no Kami erhielt und bis 1637 schmiedete. In seinen späteren Jahren entwickelte er die berühmten Sudare-ba hamon, Bambusjalousien, die zum Markenzeichen von Kyo-Tanba wurden. Yoshimichi selbst hatte wiederum drei Söhne, wovon Kanemichi sein Zweitgeborener war.

## Beschreibung
Kanemichi signierte seine Arbeiten zuerst mit „Naomichi“ (直道), er erhielt 1625 den Titel Tango no Kami und zog von Kyoto nach Osaka. Er starb 1672 im Alter von 75 Jahren. Er arbeitete den Stahl seiner Klingen in einer feinen Ko-Itama Hada, die gleichmäßig verteiltes Nie und Nioi aufweist. Die Härtung seiner Klingen (Hamon) war bei Tango no Kami Kanemichi recht facettenreich: Er arbeitete sowohl in Gunome Choji Ba, O-Midare, Suguha und Sudare ba. Die Klingenspitze war typischerweise mit einem Mishina Boshi gehärtet.
Seine Signaturen beinhalteten ab ca. 1625 das Kiku mon bzw. Kaiserliche Siegel Japans und den Buchstaben "Ichi".
Außerdem sind in allen gängigen Formaten Bewertungen zu Tango no Kami Kanemichi zu finden:
- Hawley: 60 Punkte
- Toko Taikan: ¥3 Mio.
- Fujishiro: jō-saku
- Yoki bzw. Ryu-Wazomono (eine von 50 "sehr guten" Klingen auf der Liste von Wazomono von 1797)